# Équipe des Fidji de rugby à XV à la Coupe du monde 2019
L'équipe des Fidji de rugby à XV participe à la Coupe du monde en 2019, pour la huitième fois sur neuf éditions.

## Préparation de l'évènement

### Pacific Nations Cup
Les Fidji participent à la coupe des nations du pacifique, dans la poule A, où elles remportent leurs deux matchs de poule mais perdent celui contre le Japon.
| 27 juillet 2019 | Fidji | 21 - 34 (14 - 29) | Japon | Kamaishi Recovery Memorial Stadium 13 135 spectateurs Arbitre : Luke Pearce |
| 27 juillet 2019 |       |                   |       | Kamaishi Recovery Memorial Stadium 13 135 spectateurs Arbitre : Luke Pearce |
| 27 juillet 2019 |       |                   |       | Kamaishi Recovery Memorial Stadium 13 135 spectateurs Arbitre : Luke Pearce |

| 10 août 2019 | Fidji | 38 - 13 (19 - 13) | Canada | ANZ Stadium (Suva) Arbitre : Mike Fraser |
| 10 août 2019 |       |                   |        | ANZ Stadium (Suva) Arbitre : Mike Fraser |
| 10 août 2019 |       |                   |        | ANZ Stadium (Suva) Arbitre : Mike Fraser |

| 10 août 2019 | Fidji | 10 - 3 (3 - 3) | Samoa | ANZ Stadium (Suva) Arbitre : Brendon Pickerill |
| 10 août 2019 |       |                |       | ANZ Stadium (Suva) Arbitre : Brendon Pickerill |
| 10 août 2019 |       |                |       | ANZ Stadium (Suva) Arbitre : Brendon Pickerill |

| Rang | Pays       | J | V | N | D | Bo | Bd | Pm | Pe | Diff | Pts |
| ---- | ---------- | - | - | - | - | -- | -- | -- | -- | ---- | --- |
| 1    | Fidji (T)  | 3 | 2 | 0 | 1 | 1  | 0  | 69 | 50 | +19  | 9   |
| 2    | États-Unis | 3 | 2 | 0 | 1 | 1  | 0  | 80 | 63 | +17  | 9   |
| 3    | Tonga      | 3 | 1 | 0 | 2 | 1  | 0  | 57 | 89 | -32  | 5   |

| Rang | Pays       | J | V | N | D | Bo | Bd | Pm  | Pe  | Diff | Pts |
| ---- | ---------- | - | - | - | - | -- | -- | --- | --- | ---- | --- |
| 1    | Japon      | 3 | 3 | 0 | 0 | 3  | 0  | 109 | 48  | +61  | 15  |
| 2    | Fidji (T)  | 3 | 2 | 0 | 1 | 1  | 0  | 69  | 50  | +19  | 9   |
| 3    | États-Unis | 3 | 2 | 0 | 1 | 1  | 0  | 80  | 63  | +17  | 9   |
| 4    | Samoa      | 3 | 1 | 0 | 2 | 0  | 2  | 38  | 40  | -2   | 6   |
| 5    | Tonga      | 3 | 1 | 0 | 2 | 1  | 0  | 57  | 89  | -32  | 5   |
| 6    | Canada     | 3 | 0 | 0 | 3 | 0  | 1  | 55  | 118 | -63  | 1   |

|  | Vainqueur |

T Tenant du titre
Attribution des points
Victoire : 4, match nul : 2, défaite : 0 ; plus les bonus (offensif : 4 essais marqués minimum ; défensif : défaite par 7 points d'écart maximum).
Règles de classement
Lorsque deux équipes sont à égalité au nombre total de points terrain, la différence se fait aux nombre de points terrains particuliers entre les équipes à égalité.

### Matchs de préparation
En plus de ses trois matchs de Pacific Nations Cup, l'équipe des Fidji effectue également 3 tests matchs, dont un contre les Māori All Blacks remporté 27-10 à Suva, ce qui une constitue une première victoire des Fidji contre les Maori depuis 1957 et 16 confrontations.
| No | Date            | Lieu                                                    | Match                    | Score   | Compétition |
| -- | --------------- | ------------------------------------------------------- | ------------------------ | ------- | ----------- |
| 1  | 13 juillet 2019 | ANZ Stadium, Suva Fidji                                 | Fidji – Māori All Blacks | 27 – 10 | Test match  |
| 2  | 20 juillet 2019 | Rotorua International Stadium, Rotorua Nouvelle-Zélande | Māori All Blacks – Fidji | 26 – 17 | Test match  |
| 3  | 31 août 2019    | Eden Park, Auckland Nouvelle-Zélande                    | Fidji – Tonga            | 29 – 19 | Test match  |

## Joueurs sélectionnés

### Groupe sélectionné pour la préparation
Une première sélection de 27 joueurs est choisie pour participer à la Pacific Nations Cup.
Le 16 août, une liste provisoire de 32 joueurs sélectionnés par John McKee est dévoilée, avec 6 nouveaux joueurs et la sortie de Patrick Osborne du groupe, par choix du sélectionneur. Le 3 septembre, la liste est ramenée aux 31 joueurs réglementaires en écartant le pilier Lee Roy Atalifo. Le 5 septembre, le pilier Kalivati Tawake est contraint de déclarer forfait après une blessure au genou, et Atafilo fait son retour dans le groupe.
| Entraîneur | Entraîneur             | John McKee                                                                             |
| Avants     | Pilier                 | Lee Roy Atalifo, Campese Ma'afu, Eroni Mawi, Peni Ravai, Manasa Saulo, Kalivati Tawake |
| Avants     | Talonneur              | Mesulame Dolokoto, Sam Matavesi, Vere Vugakoto                                         |
| Avants     | Deuxième ligne         | Tevita Cavubati, Leone Nakarawa, Api Ratuniyarawa, Tevita Ratuva                       |
| Avants     | Troisième ligne aile   | Semi Kunatani, Mosese Voka, Dominiko Waqaniburotu                                      |
| Avants     | Troisième ligne centre | Viliame Mata, Peceli Yato                                                              |
| Arrières   | Demi de mêlée          | Frank Lomani, Nikola Matawalu, Henry Seniloli                                          |
| Arrières   | Demi d'ouverture       | Ben Volavola, Josh Matavesi                                                            |
| Arrières   | Centre                 | Levani Botia, Waisea Nayacalevu, Semi Radradra, Jale Vatubua                           |
| Arrières   | Ailier                 | Vereniki Goneva, Filipo Nakosi, Josua Tuisova, Patrick Osborne                         |
| Arrières   | Arrière                | Kini Murimurivalu, Alivereti Veitokani                                                 |

### Liste définitive
Finalement la liste définitive comprend 31 joueurs plus 11 réserviste, avec une permutation ultérieure entre Atalifo et Tawake, blessé.

#### Avants
| Nom                     | Naissance        | Sélections (Ptsmarqués) | Club                  | Année de 1re sélection |
| Piliers                 | Piliers          | Piliers                 | Piliers               | Piliers                |
| ----------------------- | ---------------- | ----------------------- | --------------------- | ---------------------- |
| Lee Roy Atalifo         | 10 mars 1988     | 12 (5)                  | Jersey Reds           | 2014                   |
| Campese Ma'afu          | 19 décembre 1984 | 58 (10)                 | Leicester Tigers      | 2010                   |
| Eroni Mawi              | 2 juin 1996      | 9 (0)                   | Fidjian Drua          | 2018                   |
| Peni Ravai              | 16 juin 1990     | 29 (10)                 | Union Bordeaux Bègles | 2013                   |
| Manasa Saulo            | 6 avril 1989     | 43 (0)                  | London Irish          | 2012                   |
| Talonneur               |                  |                         |                       |                        |
| Mesulame Dolokoto       | 21 janvier 1995  | 6 (5)                   | Glasgow Warriors      | 2018                   |
| Sam Matavesi            | 13 janvier 1992  | 8 (10)                  | Stade toulousain      | 2013                   |
| Vere Vugakoto           | 29 décembre 1997 | 6 (5)                   | Fidjian Drua          | 2018                   |
| Deuxièmes ligne         |                  |                         |                       |                        |
| Tevita Cavubati         | 12 août 1987     | 26 (10)                 | Newcastle Falcons     | 2011                   |
| Leone Nakarawa          | 2 avril 1988     | 57 (65)                 | Racing 92             | 2009                   |
| Api Ratuniyarawa        | 11 juillet 1986  | 31 (0)                  | Northampton Saints    | 2012                   |
| Tevita Ratuva           | 8 mai 1995       | 3 (0)                   | Union Bordeaux Bègles | 2019                   |
| Troisièmes ligne aile   |                  |                         |                       |                        |
| Semi Kunatani           | 27 octobre 1990  | 10 (15)                 | Harlequins            | 2017                   |
| Mosese Voka             | 7 juin 1985      | 8 (0)                   | Fidjian Drua          | 2016                   |
| Dominiko Waqaniburotu   | 20 avril 1986    | 46 (25)                 | Section paloise       | 2010                   |
| Troisièmes ligne centre |                  |                         |                       |                        |
| Viliame Mata            | 22 octobre 1991  | 13 (15)                 | Édimbourg Rugby       | 2017                   |
| Peceli Yato             | 17 janvier 1993  | 17 (30)                 | ASM Clermont          | 2015                   |

#### Arrières
| Nom                 | Naissance       | Sélections (Ptsmarqués) | Club                  | Année de 1re sélection |
| Demis de mêlée      | Demis de mêlée  | Demis de mêlée          | Demis de mêlée        | Demis de mêlée         |
| ------------------- | --------------- | ----------------------- | --------------------- | ---------------------- |
| Frank Lomani        | 18 avril 1996   | 12 (20)                 | Fidjian Drua          | 2017                   |
| Nikola Matawalu     | 8 mars 1989     | 36 (40)                 | Glasgow Warriors      | 2010                   |
| Henry Seniloli      | 15 juin 1989    | 26 (50)                 | Doncaster Knights     | 2013                   |
| Demis d'ouverture   |                 |                         |                       |                        |
| Ben Volavola        | 13 janvier 1991 | 32 (198)                | Racing 92             | 2015                   |
| Josh Matavesi       | 5 octobre 1990  | 21 (53)                 | Newcastle Falcons     | 2009                   |
| Centres             |                 |                         |                       |                        |
| Levani Botia        | 14 mars 1989    | 14 (25)                 | Stade rochelais       | 2013                   |
| Waisea Nayacalevu   | 26 juin 1990    | 18 (30)                 | Stade français        | 2012                   |
| Semi Radradra       | 13 juin 1992    | 6 (15)                  | Union Bordeaux Bègles | 2018                   |
| Jale Vatubua        | 30 août 1991    | 15 (15)                 | Section paloise       | 2017                   |
| Ailiers             |                 |                         |                       |                        |
| Vereniki Goneva     | 5 avril 1984    | 57 (110)                | Harlequins            | 2012                   |
| Filipo Nakosi       | 8 avril 1992    | 2 (0)                   | RC Toulon             | 2019                   |
| Josua Tuisova       | 4 février 1994  | 9 (20)                  | Lyon OU               | 2017                   |
| Arrières            |                 |                         |                       |                        |
| Kini Murimurivalu   | 15 mai 1989     | 26 (25)                 | Stade rochelais       | 2011                   |
| Alivereti Veitokani | 2 novembre 1992 | 8 (2)                   | London Irish          | 2018                   |

#### Réservistes
| Nom                 | Naissance        | Sélections (Ptsmarqués) | Club               | Année de 1re sélection |
| Pilier              | Pilier           | Pilier                  | Pilier             | Pilier                 |
| ------------------- | ---------------- | ----------------------- | ------------------ | ---------------------- |
| Kalivati Tawake     | 16 novembre 1988 | 13 (5)                  | Biarritz olympique | 2017                   |
| Luke Tagi           | 23 juin 1997     | 1 (0)                   | Fidjian Drua       | 2019                   |
| Joeli Veitayaki Jr. | 14 mars 1986     | 7 (0)                   | Fidjian Drua       | 2016                   |
| Talonneur           |                  |                         |                    |                        |
| Tevita Ikanivere    | 6 septembre 1999 | 0 (0)                   | Fidjian Drua       | -                      |
| Deuxième ligne      |                  |                         |                    |                        |
| Albert Tuisue       | 6 juin 1993      | 7 (0)                   | London Irish       | 2018                   |
| Troisièmes ligne    |                  |                         |                    |                        |
| Johnny Dyer         | 6 février 1992   | 1 (0)                   | Fidjian Drua       | 2019                   |
| Nemani Nagusa       | 21 juillet 1987  | 16 (0)                  | Newcastle Falcons  | 2012                   |
| Demi de mêlée       |                  |                         |                    |                        |
| Serupepeli Vularika | 29 avril 1990    | 11 (0)                  | Fidjian Drua       | 2016                   |
| Centre              |                  |                         |                    |                        |
| Sevanaia Galala     | 29 janvier 1993  | 2 (0)                   | CA Brive           | 2018                   |
| Ailier              |                  |                         |                    |                        |
| Eroni Sau           | 5 février 1991   | 3 (15)                  | Édimbourg Rugby    | 2018                   |
| Arrière             |                  |                         |                    |                        |
| Setariki Tuicuvu    | 7 septembre 1995 | 2 (0)                   | ASM Clermont       | 2018                   |

## Compétition

### Format et tirage au sort
Le tirage au sort a lieu le 10 mai 2017 à Kyoto (Japon). Placée dans le chapeau 4, les Fidji finissent dans la poule D. Seuls les deux premiers sont qualifiés pour les quarts-de-finale.
Poule D
- Australie
- Pays de Galles
- Géorgie
- Fidji
- Uruguay

### Phase de poule
| 21 septembre 2019 13 h 45 JST | Australie | 39 – 21 (12 - 14) | Fidji | Dôme de Sapporo 36 482 spectateurs Arbitre : Ben O'Keeffe |
| 21 septembre 2019 13 h 45 JST | Essai(s) : 6 Hooper (18e), Hodge (36e), Latu (57e, 62e), Kerevi (69e), Koroibete (73e) Transformation(s) : 3 Lealiifano (19e), Toomua (70e, 74e) Pénalité(s) : 1 Hodge (51e) |                   | Essai(s) : 2 Yato (8e), Nayacalevu (44e) Transformation(s) : 1 Volavola (46e) Pénalité(s) : 3 Volavola (5e, 23e, 31e) Carton(s) jaune(s) : Botia (62e) | Dôme de Sapporo 36 482 spectateurs Arbitre : Ben O'Keeffe |
| 21 septembre 2019 13 h 45 JST | |                   | | Dôme de Sapporo 36 482 spectateurs Arbitre : Ben O'Keeffe |

| 25 septembre 2019 14 h 15 JST | Fidji | 27 – 30 (12 - 24) | Uruguay | Kamaishi Recovery Memorial Stadium 14 025 spectateurs Arbitre : Pascal Gaüzère |
| 25 septembre 2019 14 h 15 JST | Essai(s) : 5 Dolokoto (8e), Mawi (19e), Ratuniyarawa (48e), Matawalu (67e, 80e) Transformation(s) : 1 Matavesi (20e) |                   | Essai(s) : 3 Arata (14e), Diana (22e), Cat (26e) Transformation(s) : 3 Berchesi (15e, 23e, 28e) Pénalité(s) : 3 Berchesi (38e, 61e, 75e) | Kamaishi Recovery Memorial Stadium 14 025 spectateurs Arbitre : Pascal Gaüzère |
| 25 septembre 2019 14 h 15 JST | |                   | | Kamaishi Recovery Memorial Stadium 14 025 spectateurs Arbitre : Pascal Gaüzère |

| 3 octobre 2019 14 h 15 JST | Géorgie                                                                                               | 10 – 45 (3 - 7) | Fidji | Hanazono Rugby Stadium 21 069 spectateurs Arbitre : Paul Williams |
| 3 octobre 2019 14 h 15 JST | Essai(s) : 1 Gorgodze (54e) Transformation(s) : 1 Matiashvili (55e) Pénalité(s) : 1 Matiashvili (35e) |                 | Essai(s) : 7 Nayacalevu (20e), Lomani (46e), Tuisova (51e), Radrada (61e, 76e), Kunatani (69e), Ratuniyarawa (71e) Transformation(s) : 5 Volavola (21e, 62e, 70e, 72e, 77e) | Hanazono Rugby Stadium 21 069 spectateurs Arbitre : Paul Williams |
| 3 octobre 2019 14 h 15 JST | |                 | | Hanazono Rugby Stadium 21 069 spectateurs Arbitre : Paul Williams |

| 9 octobre 2019 18 h 45 JST | Pays de Galles | 29 – 17 (14 - 10) | Fidji | Stade d'Oita 33 379 spectateurs Arbitre : Jérôme Garcès |
| 9 octobre 2019 18 h 45 JST | Essai(s) : 4 Adams (19e, 31e, 61e), Williams (70e) Transformation(s) : 3 Biggar (20e, 32e), Patchell (71e) Pénalité(s) : 1 Patchell (58e) Carton(s) jaune(s) : 2 Owens (8e), Jm. Davies (53e) |                   | Essai(s) : 3 Tuisova (4e), Murimurivalu (9e), de pénalité (54e) Carton(s) jaune(s) : 2 Cavubati (17e), Kunatani (30e) | Stade d'Oita 33 379 spectateurs Arbitre : Jérôme Garcès |
| 9 octobre 2019 18 h 45 JST | |                   | | Stade d'Oita 33 379 spectateurs Arbitre : Jérôme Garcès |

| Rang | Pays           | J | V | N | D | Bo | Bd | Pm  | Pe  | Diff | Pts |
| ---- | -------------- | - | - | - | - | -- | -- | --- | --- | ---- | --- |
| 1    | Pays de Galles | 4 | 4 | 0 | 0 | 3  | 0  | 136 | 69  | +67  | 19  |
| 2    | Australie      | 4 | 3 | 0 | 1 | 3  | 1  | 136 | 68  | +68  | 16  |
| 3    | Fidji          | 4 | 1 | 0 | 3 | 2  | 1  | 110 | 108 | +2   | 7   |
| 4    | Géorgie        | 4 | 1 | 0 | 3 | 1  | 0  | 65  | 122 | -57  | 5   |
| 5    | Uruguay        | 4 | 1 | 0 | 3 | 0  | 0  | 60  | 140 | -80  | 4   |